# The Fixer (single)
The Fixer is een nummer van de Amerikaanse rockband Pearl Jam uit 2009. Het is de eerste single van hun negende studioalbum Backspacer.
"The Fixer" is een uptempo rocknummer met een vrolijk geluid. Het werd een hit in Canada, Oceanië en Polen. In de Amerikaanse Billboard Hot 100 haalde het een bescheiden 56e positie. In Nederland haalde het de 77e positie in de Single Top 100, en in Vlaanderen de 11e positie in de Tipparade.